# Alboscia elongata
Alboscia elongata är en kräftdjursart som beskrevs av Schultz 1995. Alboscia elongata ingår i släktet Alboscia och familjen Philosciidae. Inga underarter finns listade i Catalogue of Life.